# ایلاری ایلا
ایلاری ایلا (فنلاندی: Ilari Äijälä؛ زادهٔ ۳۰ سپتامبر ۱۹۸۶) بازیکن فوتبال اهل فنلاند است.
از باشگاه‌هایی که در آن بازی کرده‌است می‌توان به باشگاه فوتبال هلسینکی، باشگاه فوتبال کوتکان تیووائن پالویلیات، و باشگاه فوتبال میپا اشاره کرد.
وی همچنین در تیم‌های ملی فوتبال زیر ۲۱ سال فنلاند و فنلاند بازی کرده‌است.